# Juan Palacios (boxeador)
Juan Ramón Palacios Pérez (Managua, 31 de agosto de 1980) es un boxeador profesional nicaragüense.
Es conocido como Juan "El Exterminador" Palacios y ha sido dos veces Campeón Mundial en la misma división: Peso mínimo reconocido por la AMB y Peso paja reconocido por el CMB.

## Carrera profesional
Su debut profesional ocurrió el 27 de febrero de 1999, durante una cartelera en el Gimnasio La Salle, logrando su primera victoria por nocaút técnico (TKO) en 5 asaltos ante el leonés Benito Rojas.

## Retador del Campeonato Mundial de Peso Paja CMB
El 19 de octubre de 2002 en Palenque de Gallos, Villahermosa, Tabasco tuvo su primera oportunidad de título mundial al ser retador de José Antonio "El Jaguar" Aguirre, Campeón Mundial de Peso Paja reconocido por el Consejo Mundial de Boxeo (CMB), perdiendo por decisión dividida una cerrada pelea.
Luego de ese tráspies, Palacios eslabonó una cadena de 12 victorias consecutivas contando 9 por nocaúts y 3 por decisión unánime.

## Campeón Mundial de Peso Paja CMB
Esto le sirvió para que el 2 de agosto de 2008 disputara con el puertorriqueño Omar "El Pastor" Soto el Campeonato Mundial de Peso Paja avalado por el CMB. Palacios ganó esta pelea por nocaút técnico (TKO) en el décimo asalto.
Realizó dos defensas del título mundial de peso paja del CMB. Primero, el 7 de noviembre de 2008 ante el japonés Teruo Misawa en Chengdu, China a quien ganó por TKO en 7 asaltos y luego ante el mexicano Erik Ramírez el 13 de junio de 2009 en la Ciudad de México a quien derrotó por TKO en 10 asaltos.
El 27 de noviembre de 2009, en pelea de revalidación de títulos retó en Rangsit, Tailandia al Campeón Mundial Absoluto Oleydong Sithsamerchai perdiendo por decisión mayoritaria de los jueces en 12 disputados asaltos.

## Campeón Mundial de Peso Mínimo AMB
El 21 de mayo de 2011 se coronó Campeón Mundial de Peso Mínimo al derrotar por decisión unánime al mexicano Samuel "Samy" Gutiérrez y arrebatarle la corona de la Asociación Mundial de Boxeo (AMB) en San Martín Texmelucan, Puebla, convirtiéndose así en el primer boxeador nicaragüense que se corona en ese país.